# Compàs (nàutica)

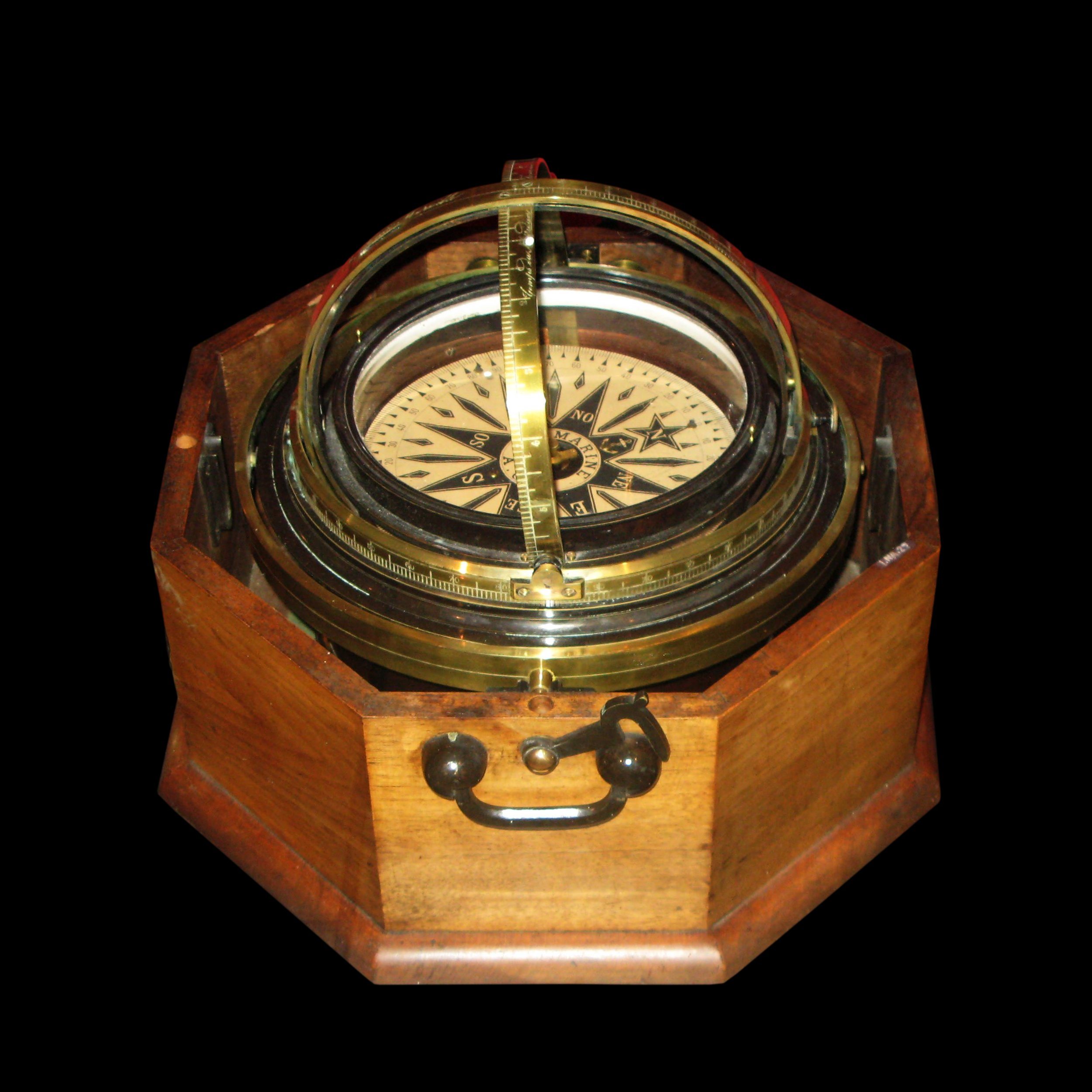
Compàs nàutic exposat al museu naval de Toló, Occitània (França)

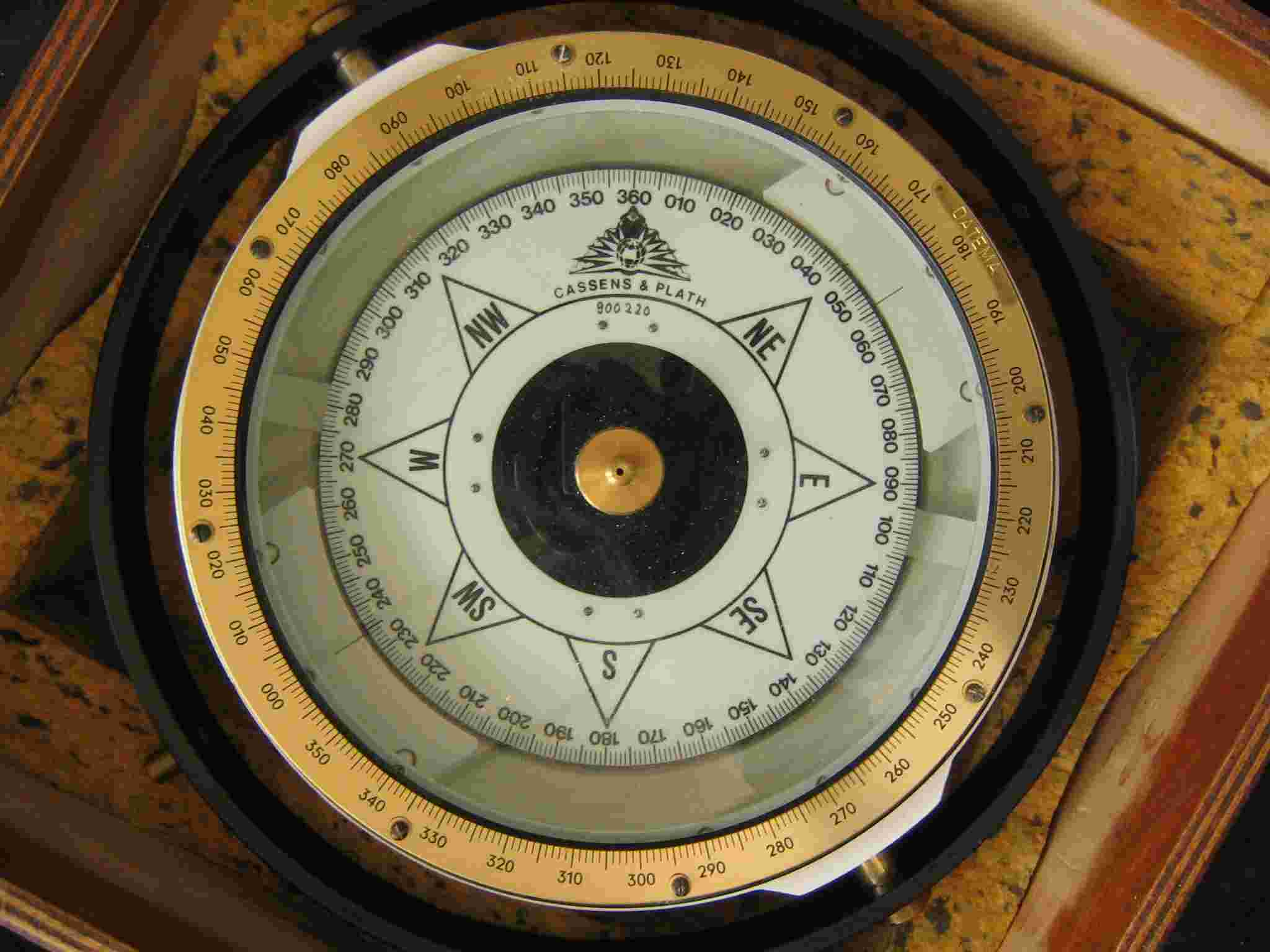
Detall de la rosa dels vents d'un compàs.

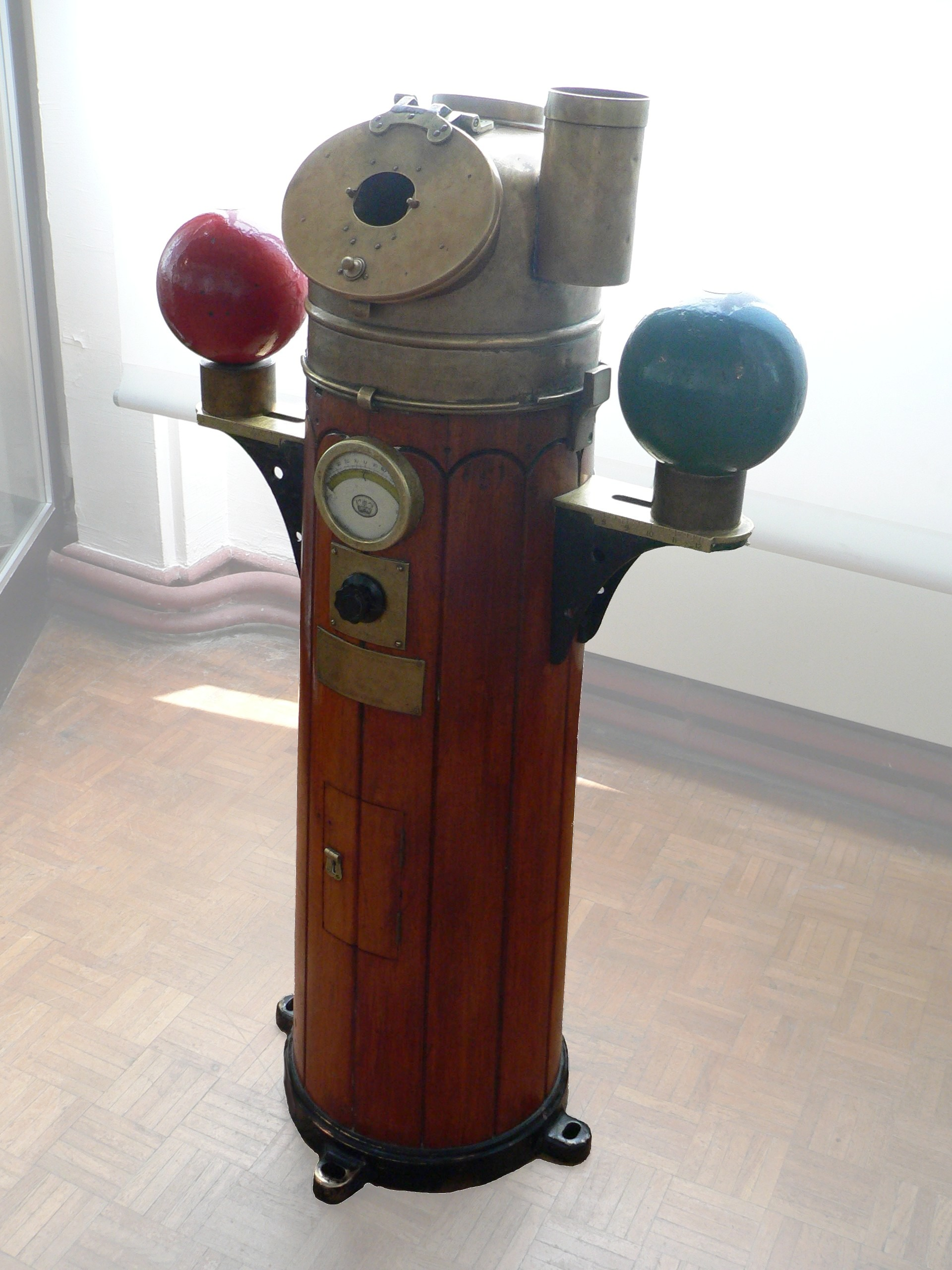
Bitàcola per a compàs magnètic.

En nàutica, un compàs o agulla nàutica és el nom genèric que rep l'instrument utilitzat per determinar direccions i rumbs a bord d'un vaixell. És un instrument de navegació, que proporciona una direcció de referència (respecte al nord ) en el pla horitzontal i permet el mesurament d'angles horitzontals respecte a aquesta direcció. Avui dia el compàs està graduat de 0° (nord) a 359° en el sentit de les agulles del rellotge (cap enrere).
Hi ha diferents tecnologies de compassos nàutics:
- El compàs magnètic, amb un principi de funcionament que es basa en l'orientació de l'agulla magnètica en el camp magnètic terrestre.
- El  compàs giroscòpic , que es basa en el principi de l'efecte de giroscòpic, l'orientació de l'eix de rotació d'un rotor (lliure en els 3 eixos) a la direcció de la Terra.
- El  compàs electrònic que es basa en les propietats elèctriques de certs materials sotmesos a un camp magnètic. Les quatre principals tecnologies utilitzades en compassos electrònics són: fluxgate, efecte Hall, magnetoresistivitat i magnetoinducció.
- El compàs de satèl·lit , que aprofita la diferència en els senyals rebuts per dues antenes per calcular l'orientació del segment que uneix les dues antenes dins del sistema geodèsic associat al sistema de posicionament per satèl·lit utilitzat.

## Compàs de navegar
És l'equivalent nàutic de la brúixola.
Un compàs és en essència un imant amb llibertat de moviment per rotar en un pla horitzontal. Donada l'acció del camp magnètic terrestre s'orientarà segons el meridià magnètic del lloc, indicant la direcció del nord magnètic. Aquest imant està subjecte en forma solidària a una rosa dels vents i tot el conjunt allotjat en un recipient ple d'alcohol.
És un aparell de mesura i de navegació que serveix per determinar qualsevol direcció de la superfície terrestre per mitjà d'una agulla imantada lliure que sempre s'alinea amb el camp magnètic terrestre. A la brúixola hi ha marcats els punts cardinals: Nord, Sud, Est i Oest. La brúixola pot ser utilitzada en combinació amb un cronòmetre per tal de calcular la longitud geogràfica i amb un sextant per al càlcul de la latitud. Aquest giny va millorar molt la seguretat i l'eficiència de la navegació marítima. La primera forma de compàs magnètic va ser inventat a la Xina al segle ii, i es va començar a usar per a l'orientació en terra el 1044.
El compàs de navegar va ser inventat a Europa al voltant de l'any 1300 i d'ell derivarien el compàs amb agulla pivotant, inventat per Ibn al-Shatir el 1350 i el compàs replé de líquid.
De manera més tècnica, El  compàs de navegar és un giny magnètic que utilitza una agulla que indica la direcció del pol Nord magnètic de la magnetosfera del planeta. Qualsevol aparell de mesura amb una barra o agulla magnetitzada capaç de voltar lliurement sobre un piu per tal d'apuntar en la direcció del Nord o del Sud pot ser considerat una brúixola.
El  compàs de navegar és un instrument d'orientació basat en les propietats dels imants, emprat en els vaixells per tal de determinar la direcció del meridià magnètic i tenir una línia de referència que permet afinar el rumb del vaixel.
L'instrument consisteix en diversos imants, anomenats imants directors, situats paral·lelament, i instal·lats de manera que puguin girar lliurement en el pla horitzontal, tot orientant-se en el sentit del meridià magnètic, és a dir orientant-se en la direcció N-S magnètica, a causa de l'acció del camp magnètic terrestre. Tots aquests imants directors són units a una rosa dels vents que gira conjuntament amb ells.
El nord que indica el  compàs de navegar és el nord magnètic. Per tal d'obtenir la direcció del nord geogràfic, cal afegir-hi el valor de la declinació magnètica del lloc on es troba. A més, cal corregir la desviació produïda pel magnetisme induït i pel magnetisme permanent del vaixell.

## Agulla nàutica

Tall transversal d'un compàs.
Etiquetes :
Pivot: pivot.
Flotteur: flotador
Liquide: líquid
Index: índex
equipatge magnétique: equip magnètic
Rose: rosa dels vents.

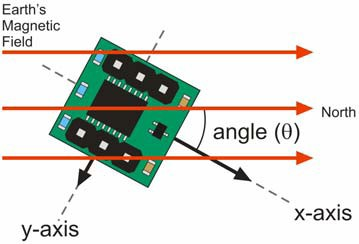
Compàs electrònic per efecte Hall HM55B.
Etiquetes :
Earth s Magnetic Field: camp magnètic de la Terra.
North: nord
angle (θ): angle (θ)
i-axis: eix i
x-axis: eix x.

L'agulla nàutica, en essència és un aparell destinat a registrar la direcció de la quilla pel que fa a la línia nord-sud de l'horitzó i serveix per fer seguir al vaixell el rumb precís per anar d'un punt a un altre.
Consisteix, fonamentalment, en un o diversos imants units a un lleuger cercle graduat, anomenat rosa dels vents, que està suspès pel seu centre de gravetat perquè pugui girar lliurement, i en virtut de les propietats dels imants, s'orienti en la direcció del meridià magnètic.
La rosa va dins d'un recipient amb tapa de vidre anomenat  morter , muntat amb suspensió cardan a l'interior de la bitàcola.

## Classes
- Agulla invertida  o  revirada . Agulla que té de vidre al fons del morter en el qual està assentat l'estil·let sobre el que gira la rosa, amb els rumbs marcats sobre aquesta a l'inrevés i en sentit invers els de l'est a l'oest de manera que penjat tot l'aparell en la coberta superior o en el sostre de l'habitacle, es veu per sota el rumb que segueix l'embarcació. Era un nom donat antigament a l'agulla nàutica situada al sostre de la cabina del capità, i que tenia com a finalitat que aquest pogués conèixer el rumb del vaixell sense haver de sortir de la cambra.
- Agulla de bitàcola . La que es col·loca a l'armariet o aparell d'aquest nom per govern del timoner, amb imants i amb esferes compensadores de la desviació magnètica.
- Agulla de marcar . La disposada a propòsit amb les Pinulas corresponents per fer marcatges.
- Agulla azimutal . Petita agulla nàutica usada antigament en els vaixells per a prendre demores.
- Agulla d'inclinació . La muntada en manera que marca, indica o assenyala els graus d'inclinació de l'imant. Aquest aparell és particular i molt diferent del de l'agulla nàutica.
- Agulla horitzontal . La que es manté en aquesta posició, muntada en el seu estil·let mitjançant les precaucions adequades.
- Agulla pesada . La que és triga o maldestre en el seu gir cap al Nord quan la hi treu d'aquesta posició.
- Agulla fixa  o  fina . La que no pateix mudances en la seva coneguda direcció.
- Agulla boja . La que per alguna causa coneguda o desconeguda perd la seva direcció cap al Nord i sembla com agitada, recorrent tots els punts de l'horitzó.
- Agulla corregida . La col·locada en la rosa nàutica en el rumb de la seva variació coneguda de manera que el Nord d'aquesta rosa coincideix exactament amb el del món.
- Agulla declinant , ant. La no corregida.[7]
- Agulla nàutica de líquid: el medi en què es mou la rosa dels vents és un líquid, normalment una barreja d'aigua destil·lada i d'alcohol.
- Agulla nàutica seca: Agulla nàutica en la qual el medi en què es mou la rosa dels vents és l'aire.
- Agulla magistral: nom donat a l'agulla més precisa d'un vaixell, normalment situada al pont més alt per tal que les pertorbacions causades pel magnetisme del vaixell siguin mínimes.